# Отражающая раковина
Отража́ющая ра́ковина (также акусти́ческая ра́ковина) — изогнутая твёрдая поверхность позади театральной сцены, предназначенная для отражения звука в сторону публики и его усиления.
Отражающие раковины стали появляться в открытых театрах в последней четверти XIX — начале XX века. Эти театры предназначались для выступлений симфонических оркестров, хоров и танцевальных коллективов. Иногда вместимость таких театров была очень значительной (до 20 тысяч зрителей), что делало необходимым создание звукоусиливающих конструкций, каковыми и стали отражающие раковины. В XX веке решение широко применялось для организации павильонов-эстрад, среди современных крупных объектов с отражающей раковиной — амфитеатр «Голливудская чаша» на 17 тысяч зрителей.
Существуют два типа отражающих раковин:
1. Коническая раковина представляет собой усечённый круговой или пирамидальный конус и состоит из помещённой позади оркестра вертикальной отражающей стены, потолка сверху и двух боковых стен — такая конструкция является наиболее эффективной, поскольку позволяет почти удваивать интенсивность звука и давать равномерную передачу звуковой энергии в направлении слушателей. Для конических раковин больших размеров боковые стены изготавливаются из нескольких расположенных уступами под определённым углом поверхностей, что усиливает отражение звука.
2. Сферическая раковина, которая более проста в сооружении, но является менее эффективной по сравнению с конической[2].

Отражающая раковина может изготавливаться почти из любых материалов, однако, поскольку её материал может поглощать часть звуковой энергии, обычно её изготавливают из плотных незвукопроводных материалов — прежде всего дерева или камня. Расчёт прироста громкости производится по формуле: {\displaystyle \Delta L_{\text{отр}}=10\cdot \log _{10}(1+n)}, где {\displaystyle n} — количество отражающих поверхностей раковины. Таким образом, элементарная отражающая раковина с четырьмя отражающими поверхностями даёт усиление звука около 6 фонов. Ниже приводится таблица с показателями прироста громкости в зависимости от количества отражающих поверхностей применительно к точке приёма на расстоянии 100 метров от сцены при громкости источника звука в 64 фона (средняя разговорная речь):
| Количество отражающих поверхностей | Прирост громкости в фонах | Сумма громкости на расстоянии 100 м в фонах | % артикуляции | Слышимость         |
| ---------------------------------- | ------------------------- | ------------------------------------------- | ------------- | ------------------ |
| 4                                  | 6                         | 30                                          | 70            | Плохая             |
| 7                                  | 8,5                       | 32,5                                        | 75            | Плохая             |
| 10                                 | 10,4                      | 34,4                                        | 78            | Плохая             |
| 13                                 | 11,2                      | 35,2                                        | 83            | Удовлетворительная |
| 16                                 | 12                        | 36                                          | 84            | Удовлетворительная |

## Примечания

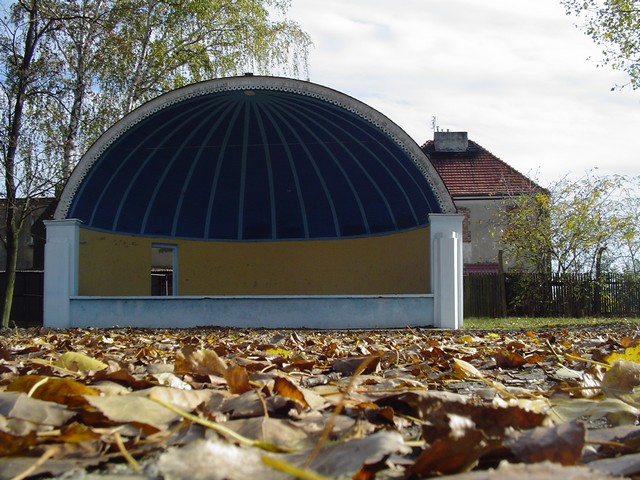
Простая сферическая отражающая раковина в Оструве-Велькопольском, Польша
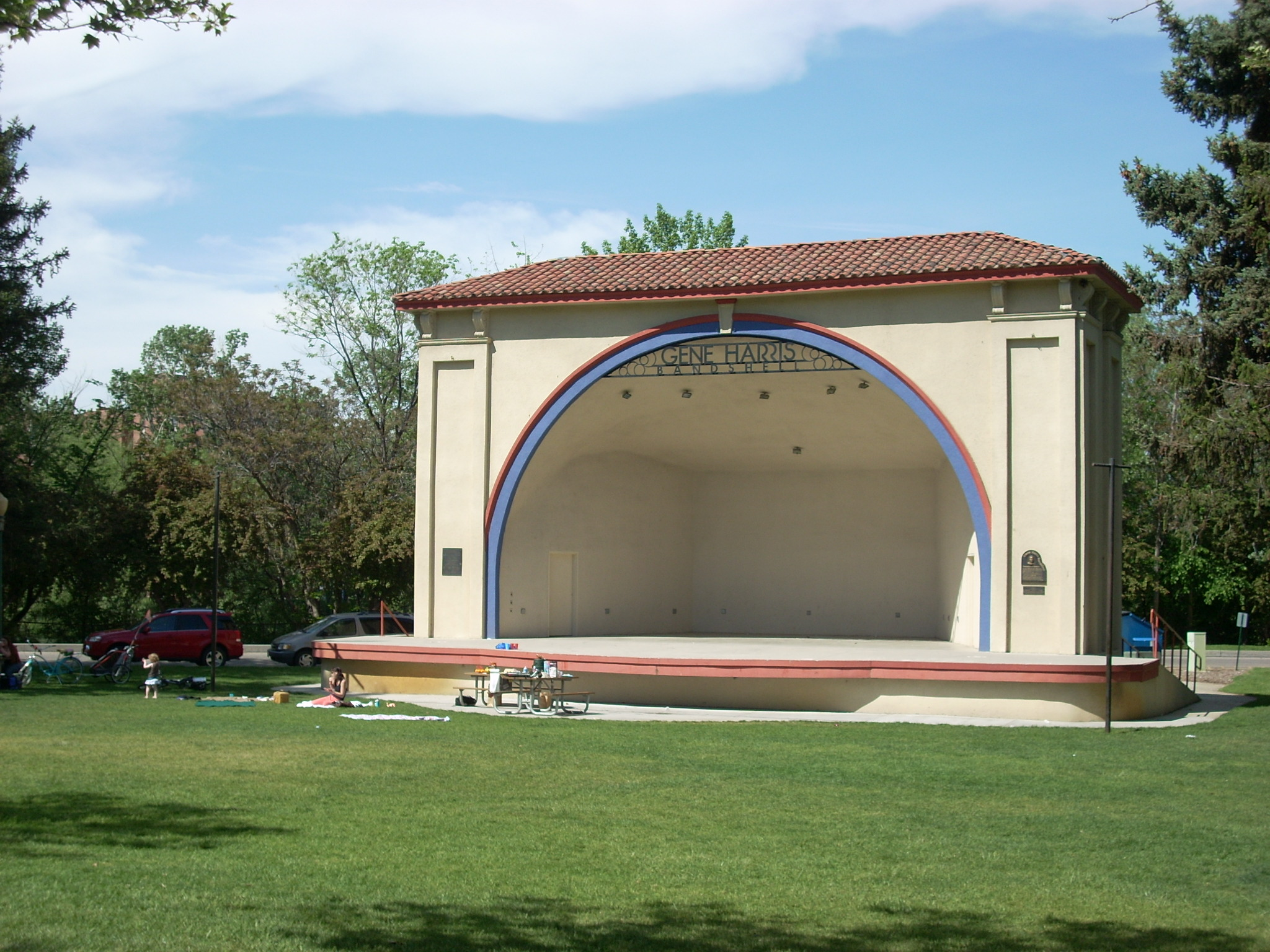
Отражающая раковина Джина Харриса в парке Джулии Дэвис в Бойсе, штат Айдахо, США
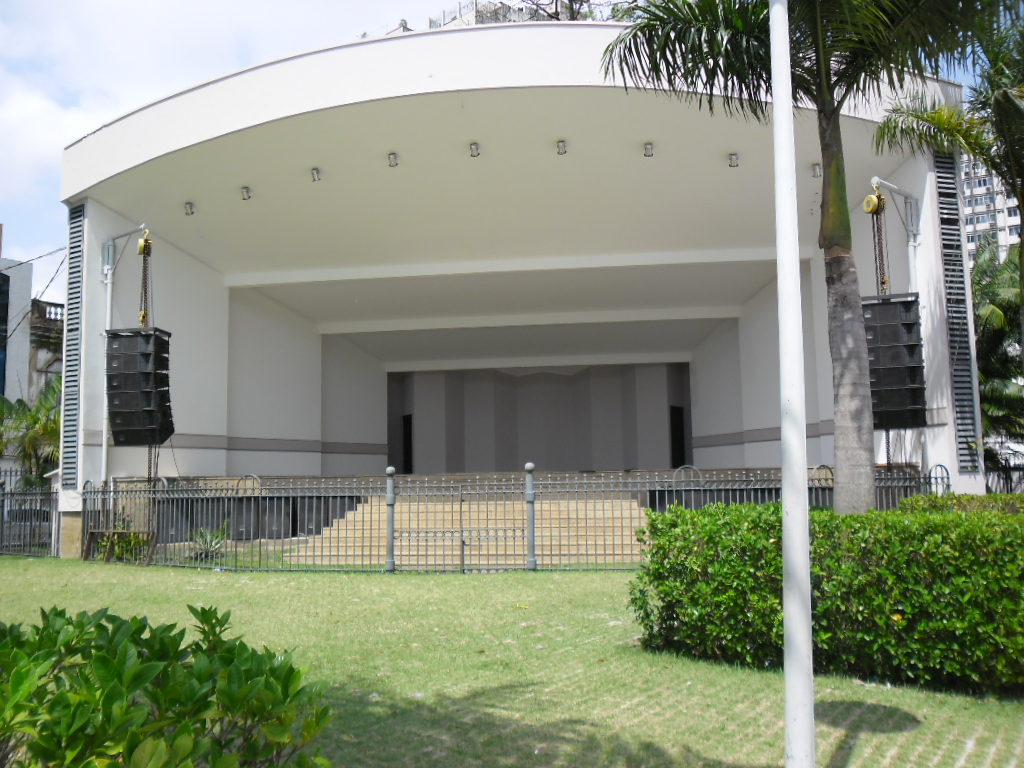
Отражающая раковина с дополнительными боковыми отражающими поверхностями в Белене, Бразилия
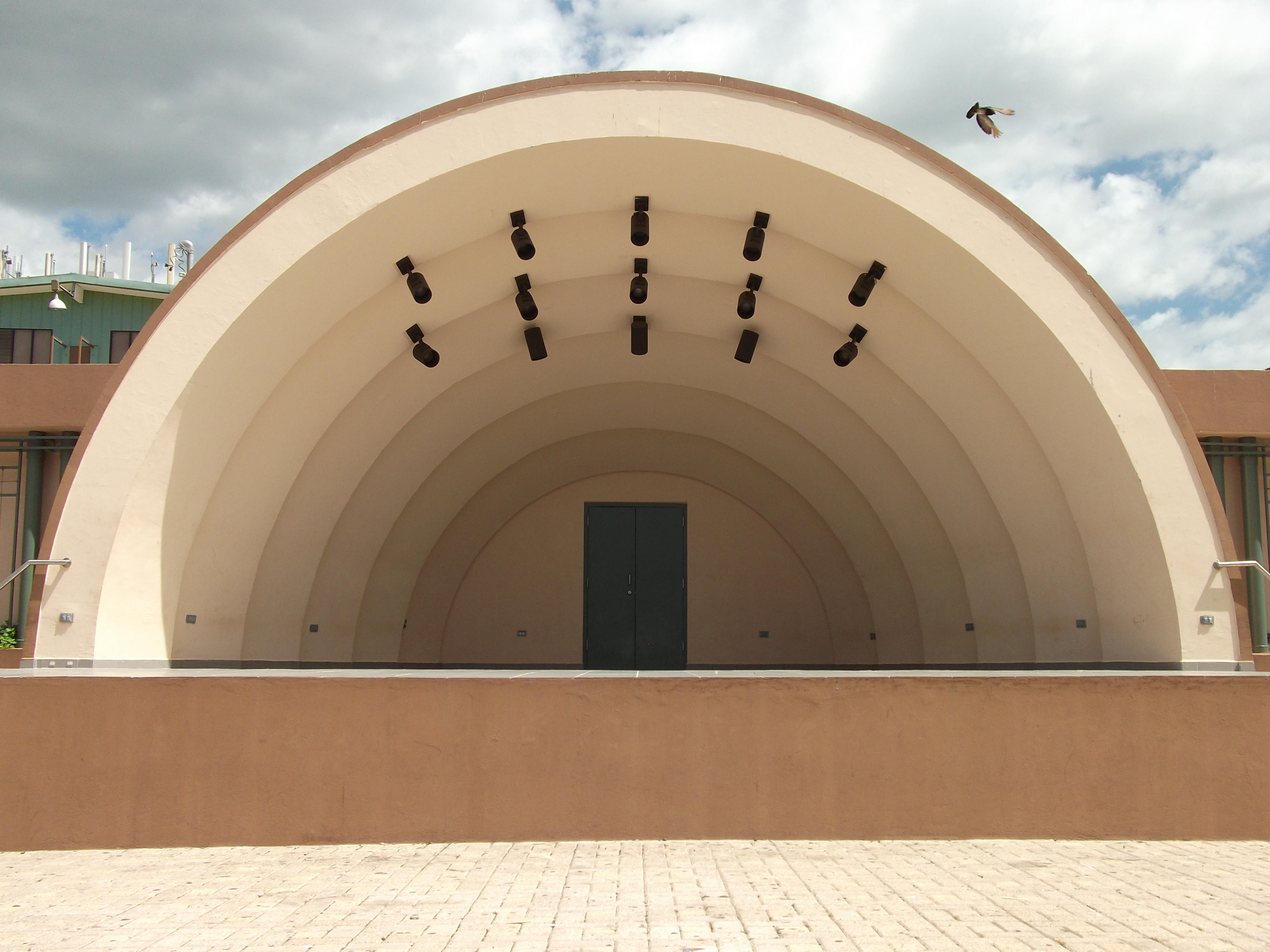
Отражающая раковина с дополнительными боковыми отражающими поверхностями в Пуэрто-Рико
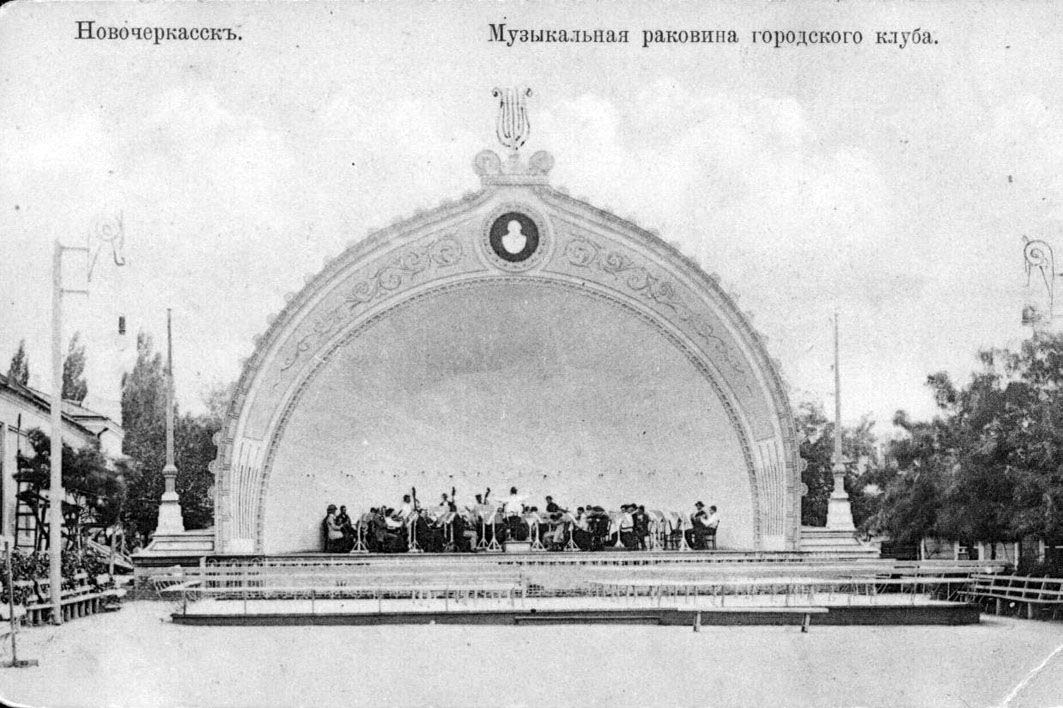
Выступление оркестра в отражающей раковине, начало XX века, Новочеркасск, Россия